# Annały

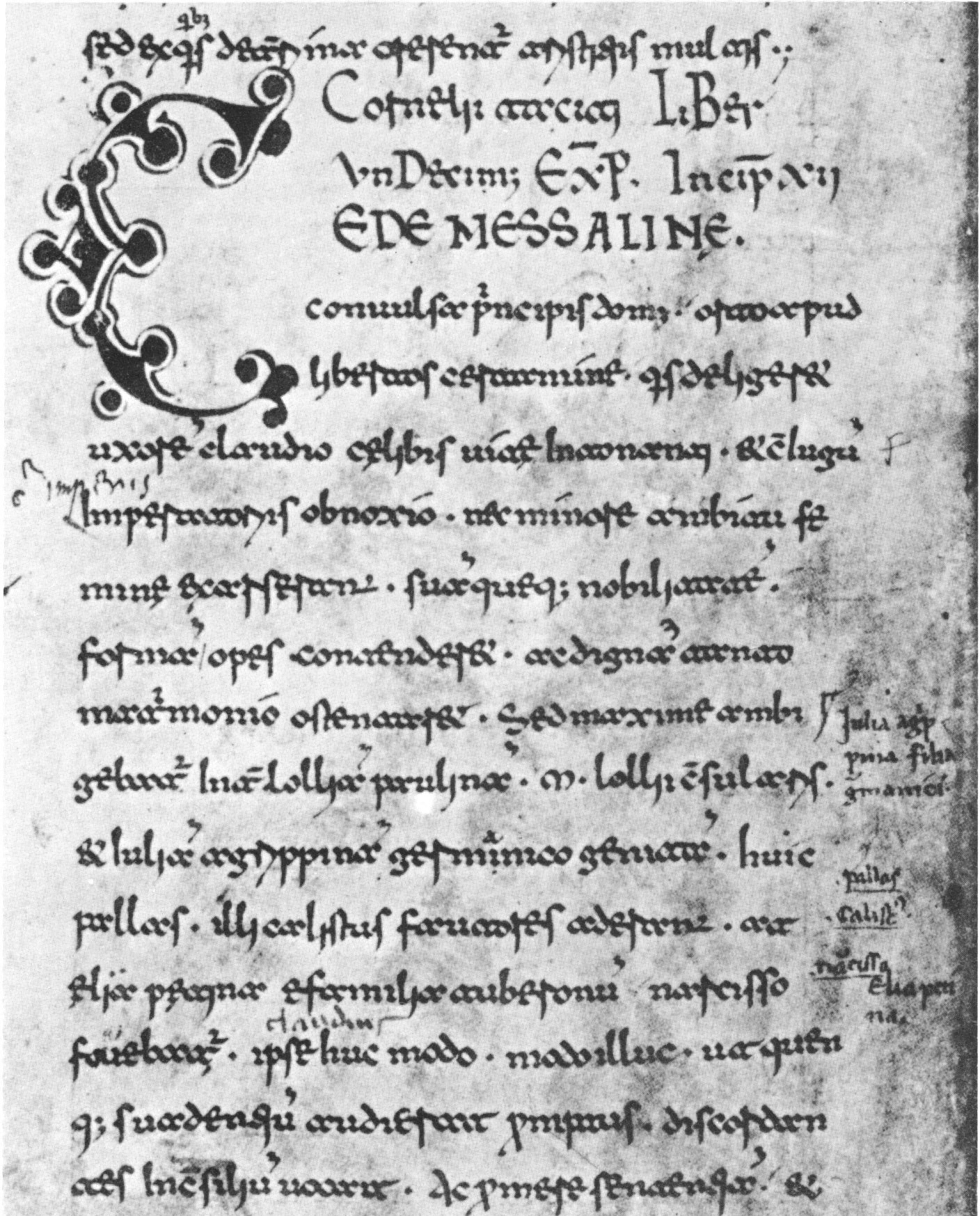
Annały

Annały (łac. annales) – inaczej roczniki, najwcześniejsza forma piśmiennictwa historiograficznego pod postacią mniej lub bardziej rozbudowanych zapisków rejestrujących w porządku chronologicznym najważniejsze dla danej społeczności czy kraju wydarzenia.

## Historia

### Europa
Gatunek pojawił się już w starożytnej Grecji, a bardzo popularność zyskał w Cesarstwie Rzymskim, gdzie dane gromadzone m.in. w Annales pontificum, czyli rocznikach najwyższego kapłana, bywały opracowywane literacko, nierzadko z moralistycznym czy parenetycznym wydźwiękiem. W średniowieczu miały przeważnie formę lakonicznych zapisków spisywanych głównie w klasztorach, na marginesach tablic świąt ruchomych (np. tablic paschalnych), czasem jednak przyjmowały postać rozbudowaną narracyjnie, upodabniając się do kronik. Niektóre, jak np. Annales Regni Francorum (Roczniki Królestwa Franków), czy Annales Cambriae (Roczniki Walijskie), miały charakter oficjalny.

### Polska
Najstarsze zabytki polskiej annalistyki to:
- Roczniki zaginione:
  - Rocznik Jordana
  - Rocznik Rychezy
- Roczniki małopolskie:
  - Rocznik świętokrzyski dawny
  - Rocznik kapituły krakowskiej (Rocznik kapitulny krakowski)
  - Rocznik Traski
- Roczniki wielkopolskie:
  - Rocznik lubiński
  - Rocznik poznański starszy (Rocznik poznański I)
  - Rocznik poznański młodszy (Rocznik poznański II)
  - Spominki poznańskie
- Roczniki cysterskie (śląskie):
  - Rocznik henrykowski
  - Rocznik kamieniecki.